# Myrmarachne plataleoides
Myrmarachne plataleoides es una especie de araña araneomorfa de la familia Salticidae que imita a las hormigas tejedoras en morfología y comportamiento. Esta especie se puede encontrar en la India, Sri Lanka, China y en buena parte del Sureste Asiático.
A diferencia de las hormigas tejedoras, M. plataleoides no pica a las personas, y tiene un comportamiento poco agresivo.

## Descripción
M. plataleoides, sobre todo las hembras, imitan a las hormigas tejedoras (género Oecophylla) en tamaño, forma y color. El cuerpo de estas arañas es muy similar a una hormiga, que tiene tres segmentos corporales y seis patas, además de estrangulamientos en el cefalotórax y abdomen. Esto crea la ilusión de que tienen, como las hormigas tejedoras, cabeza, tórax y gáster, completando la ilusión con una cintura larga y delgada. Los grandes ojos compuestos de las hormigas tejedoras son imitados mediante dos marcas negras en la cabeza. Los machos se parecen a una hormiga de mayor tamaño transportando a una más pequeña.

## Dimorfismo sexual

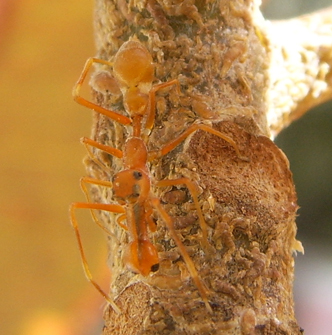
Macho.

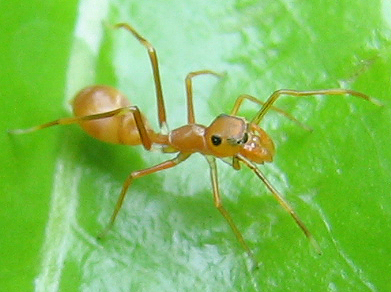
Hembra.

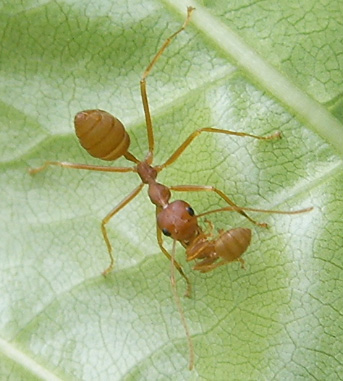
Hormiga tejedora. Obsérvese su gran parecido con la hembra de M. plataleoides.

M. plataleoides son sexualmente dimorfas. Las hembras, que miden en torno a 6-7 mm, son las que mejor imitan a las hormigas tejedoras, mientras que los machos, que por lo general miden aproximadamente 9-12 mm de longitud, se asemejan a una hormiga que lleva a una compañera de menor tamaño debido a sus alargados quelíceros que puede llegar a medir de un tercio a la mitad de la longitud de su cuerpo. Estos largos quelíceros son una característica sexual secundaria de los machos, que los usan a modo de largas espadas para rechazar a posibles rivales. Los machos pueden separar sus quelíceros, que habitualmente mantienen unidos, para desplegar sus colmillos cuando es necesario.

## Conducta
Estas arañas viven en árboles y arbustos donde las hormigas tejedoras instalan sus colonias. A causa de su mimetismo con las hormigas pueden quedarse cerca de ellas y recibir protección de sus depredadores. Debido a que las hormigas son agresivas, tienen una dolorosa mordedura y también tienen un mal sabor, esta estrategia parece tener éxito. Aunque estas arañas imiten muy bien a las hormigas, también se alejan de ellas y tejen una delgada telaraña en las hojas de las plantas, escondiéndose bajo ella preparando una emboscada a sus presas.
M. plataleoides también imita el comportamiento de una hormiga por su estilo de locomoción y agitando a propósito sus patas delanteras como si fueran antenas para imitar a las hormigas. Aunque estas arañas pertenecen a la familia de arañas saltadoras, sólo brincan cuando ven amenazada su seguridad.